# Ayensua uaipanensis
Ayensua uaipanensis je polugrm iz porodice tamjanikovki endem iz Venezuele. Prvi puta opisana je 1957. pod imenom Barbacenia uaipanensis.
To je saksikolna vrsta koja raste u gustim kolonijama na vlažnim padinama i vrhovima, na nadmorskim visinama od 1600-2300 m.

## Sinonimi
- Brocchinia  uaipanensis (Maguire) Givnish in Aliso 23: 15 (2007)
- Barbacenia uaipanensis Maguire in Mem. New York Bot. Gard. 9: 477 (1957)
- Vellozia uaipanensis (Maguire) L.B.Sm. in Contr. U.S. Natl. Herb. 35: 267 (1962)